# 赖舜纯
赖舜纯（1893年—1965年），又名赖顺成，广东省梅县隆文苏溪村人，中华民国政治人物。

## 生平
赖舜纯年幼时跟随其父亲赖进才到南洋，之后到育才学校读书。1917年，就读于云南讲武学堂，与叶剑英为同科炮兵科同学，云南讲武学堂十二期毕业。1920年，回广东参加建国粤军。1921年，在张民达旅部当炮兵连长。北伐战争期间，赖舜纯在陆军第六军五十团团部任少校营长，后调回南京改编为中央警卫团，担任团副。1926年，调任警卫旅上校参谋，受到警卫旅长俞济时赏识。1927年，由俞济时介绍到浙江省绍兴县任公安局长。1931年，调任浙江省玉环县县长。抗日战争期间，1939年9月，任嘉善县县长兼民团团长。1942年2月，卸任离开。之后改任金华县公安局长等职。1947年，由广东省省长宋子文委任为陆丰县县长，1948年，当地中共武装东北大队进攻的赖舜纯的县政警第四中队。1949年4月，陆丰县人民政府在河田成立，边纵开始对陆丰城进行围攻，并在8月16日攻入陆城，之后赖舜纯离职。同年六、七月间由汕头到香港，之后在香港、九龙等地经商，1965年在香港病逝。